# FVL
FVL is een Italiaans historisch merk van motorfietsen.
De bedrijfsnaam was: Francesco Vincenzo Lanfranchi, Milano.
Francesco Lanfranchi uit Florence was coureur en motorimporteur van motorfietsen, maar in het begin van de 20e eeuw ook een van de motorpioniers in Italië. In 1903 had hij al een wereldrecord gereden en in 1904 reed hij in Dourdan de vliegende kilometer met een gemiddelde snelheid van 123,29 km/uur, waarmee hij de eerste was die de 120 km/uur-grens doorbrak.
In 1926 ging hij in Milaan zelf motorfietsen produceren. Zijn FVL 175 had toen nog een Moser-kopklepmotor die in een eigen frame werd gemonteerd. In 1928 volgde een 125cc-model, de FVL 125 Populare, eveneens met een Moser-motor en twee versnellingen. Het 175cc-model kwam in dat jaar in drie versies op de markt: Standard, Standard Lusso en Italia. De FVL 175 Standard had een Moser Type C-zijklepmotor met een losse tweeversnellingsbak, de Standard Lusso had dezelfde motor maar drie versnellingen en de Standard Italia had een kopklepmotor.
In 1929 maakten de FERT-constructeurs Bonamore en Forlani een zeer moderne 173cc-kopklepper voor FVL. De bovenliggende nokkenas werd door een koningsas aangedreven. Deze machine kreeg een Sturmey-Archer-drieversnellingsbak. In 1932 kwam daar nog een 248cc-model bij. Rond die tijd leverde FVL een groot scala aan modellen, met verschillende motoren en drie- of vier versnellingen. In 1935 werd de productie beëindigd.